# Elyptron berioi
Elyptron berioi là một loài bướm đêm trong họ Noctuidae.